# ویلیام ساچتلبن
ویلیام لوئیس ساچتلبن (به انگلیسی William Lewis Sachtleben)، (زاده ۲۹ مارس ۱۸۶۶ میلادی، در آلتون، ایلینوی، ایالات متحده آمریکا - وفات ۱۳ دسامبر ۱۹۵۳ میلادی در فورت لادردیل، فلوریدا، ایالات متحده آمریکا)، روزنامه‌نگار آمریکایی در سده نوزدهم و مدرس دانشگاه بود.

## زندگی‌نامه
ویلیام لوئیس ساچتلبن فارغ‌التحصیل دانشگاه واشینگتن در سن‌لوئیس بود. او یکی از دوچرخه سوارانی است که توانست در مقطع زمان معینی رکورد دوچرخه سواری با مسافت طولانی را به نام خود ثبت نماید. او در سال ۱۸۹۵ میلادی برای یافتن همکار دوچرخه سوار خود، فرانک لنز که در طی قتل‌عام ارمنی‌ها ناپدید شده بود، به ترکیه شهر کارین مسافرت کرد، طی سفر خود شاهد قتل‌عام ارمنیان بود و عکس‌هایی از آن واقع تهیه کرد.
ویلیام لوئیس برای یافتن دیوید لیوینگستون به آفریقا سفر کرد. او بعدها وارد دنیای کسب و کار شد.

## شاهد عینی قتل‌عام ارمنیان
ویلیام بعد از به تصویر کشیدن قربانیان قتل‌عام ارمنی‌های شهر کارین در ۳۰ اکتبر ۱۸۹۵ میلادی در هنگام دفن دسته جمعی در گورستان آن شهر در (بعدازظهر جمعه یکم نوامبر) می‌نویسد:
«آنچه که من با چشمان وحشت زده خود دیدم برای همیشه در ذهنم حک شد؛ وحشتناک‌ترین صحنه‌ای که فردی می‌تواند مشاهده نماید. من با نماینده سفارت انگلیس، یک سرباز، مترجم خودم و یک عکاس به گورستان رفتیم. جمیعت انبوهی که اکثرشان ارمنی بود برای خاکسپاری در آنجا جمع شده بودند و مرا که در حال عکس گرفتن از کشته‌شدگانشان بودم نظاره‌گر بودند. در امتداد دیوار گورستان ۳۲۱ جسد که بسیاری از آنان متلاشی و مثله شده بود جمع کرده بودند؛ با چشمان خود دیدم اجسادی را که گردن یا دست آنان را با شمشیر قطع کرده یا اجسادی که سوخته شده بودند.»

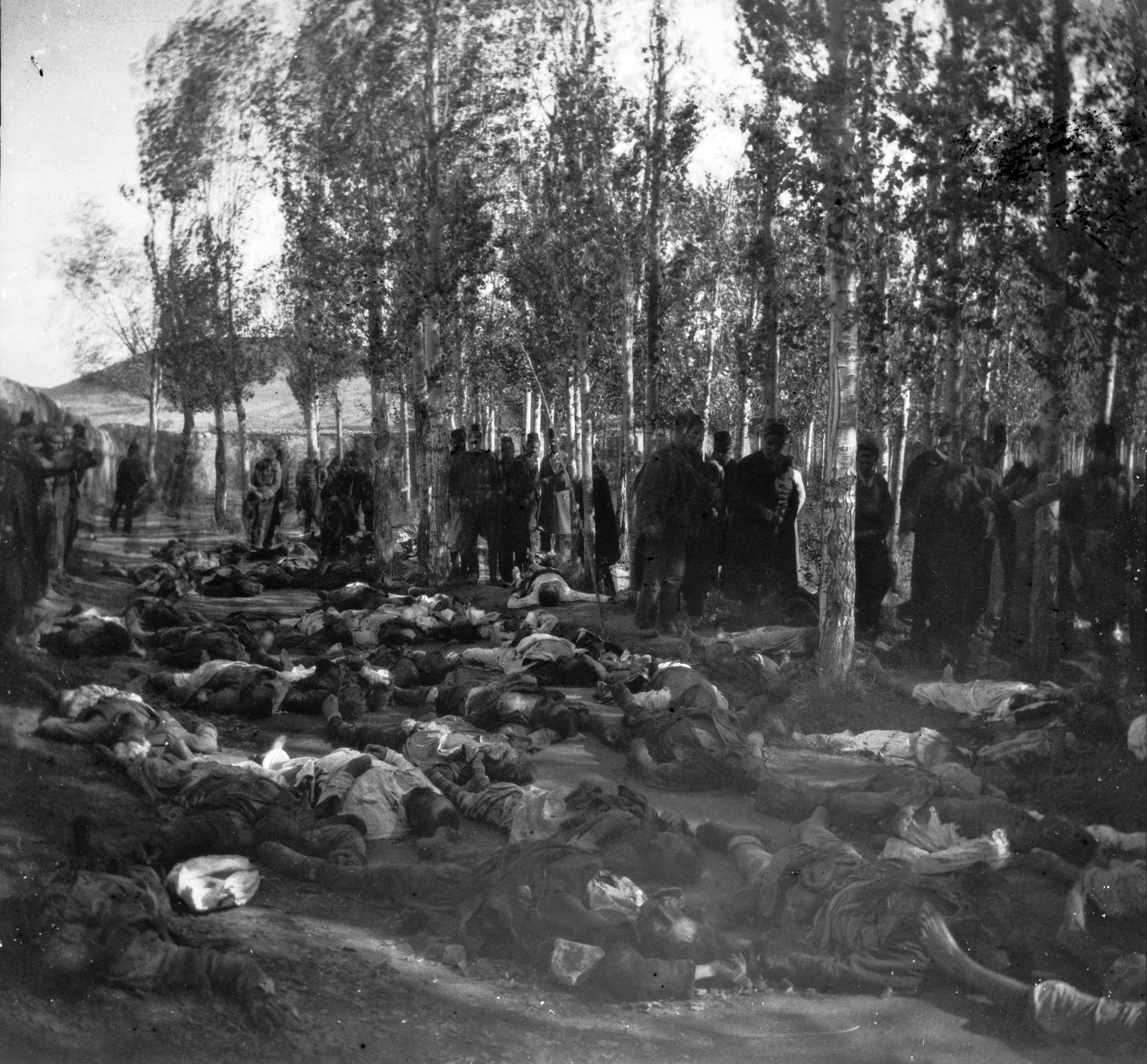
کشتار ارمنی‌های ارزروم، عکاس ویلیام لوئیس ساچتلبن نوامبر ۱۸۹۵
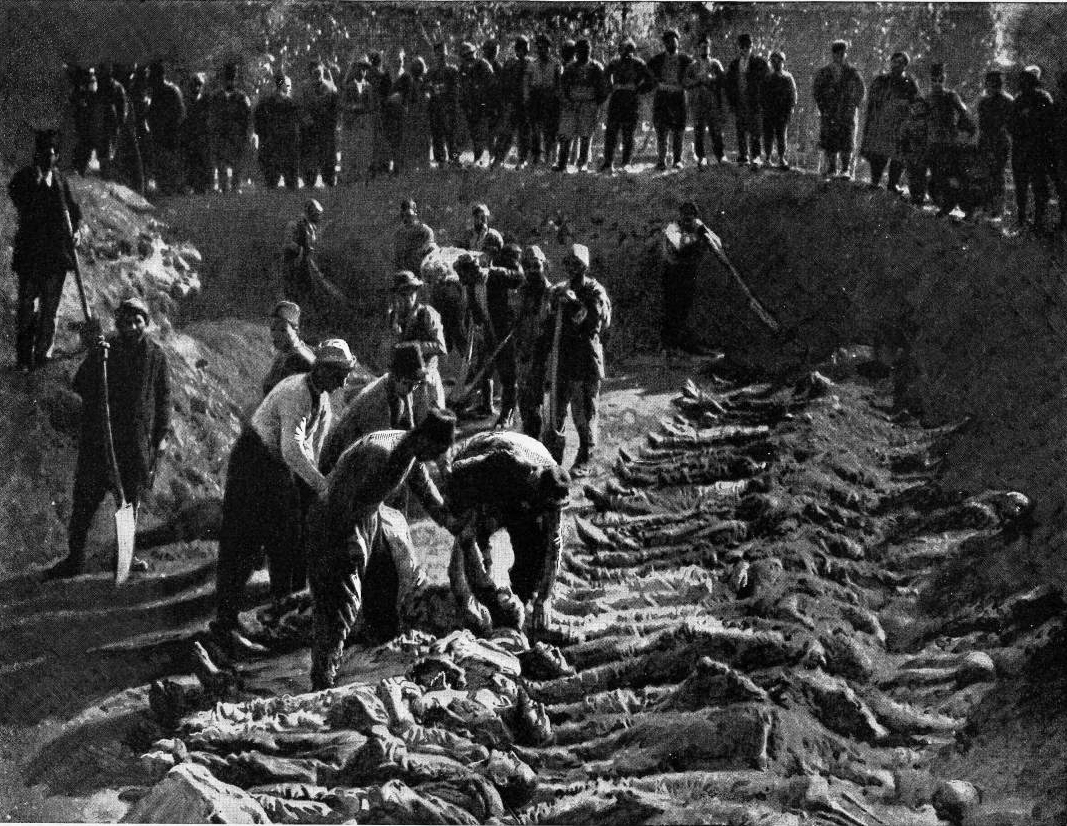
قربانیان ارمنی قتل‌عام شده در یک گور دسته جمعی در گورستان ارزروم به خاک سپرده می‌شوند.عکاس ویلیام لوئیس ساچتلبن
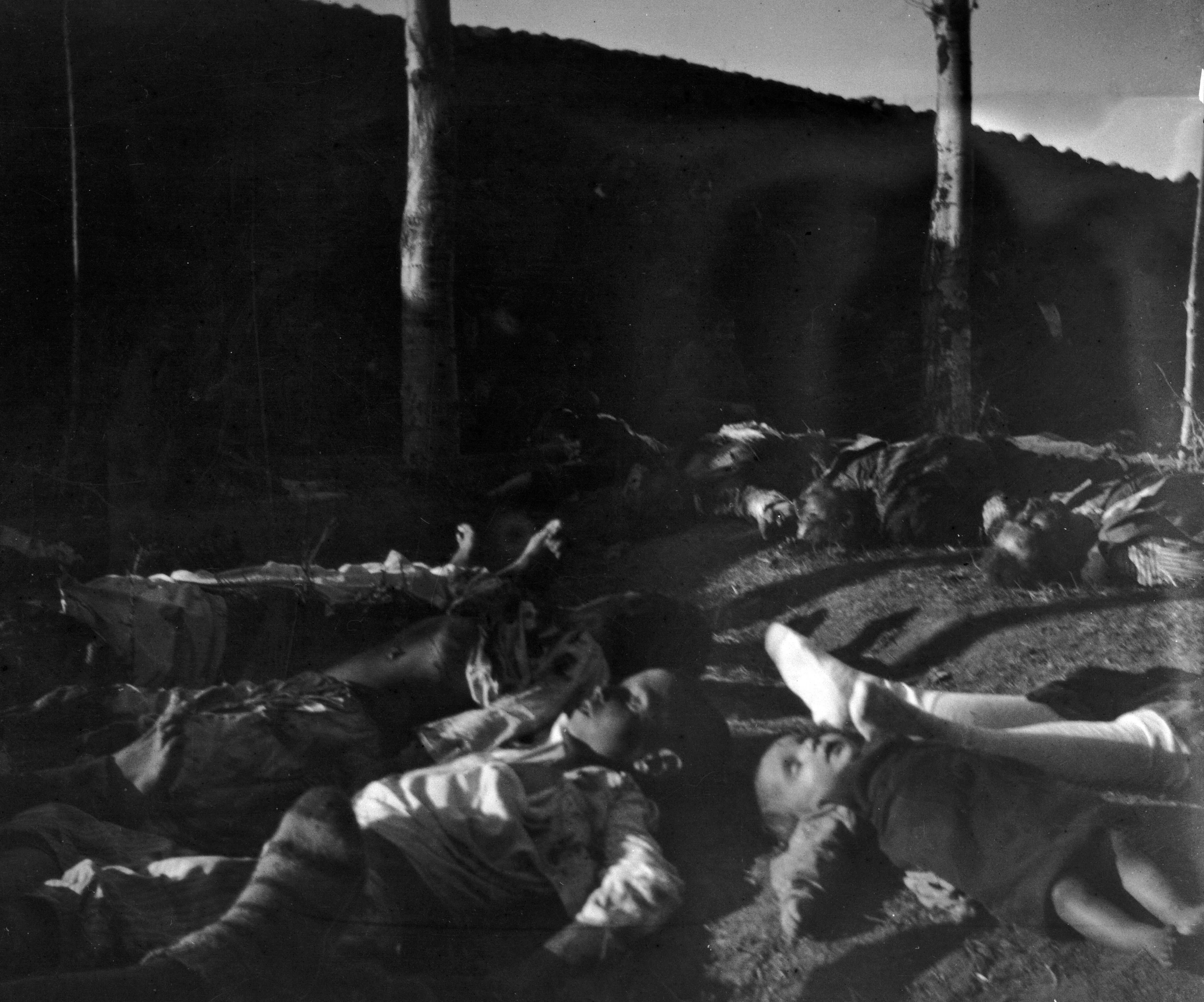
اجساد کودکان